# Triumph Rocket III
La Rocket III est un modèle de moto custom construit par la firme britannique Triumph. Deux versions se sont succédé, la première est commercialisée de 2004 à 2017, et la seconde à partir de 2019, renommée Rocket 3.

## Première génération

### Présentation générale
En 2004, Triumph présente la plus grosse moto qui lui ait été amené de produire.
La Rocket III tient son nom d'une illustre ancêtre : la BSA Rocket 3 des années 1960, copie de la 750 Trident.
Proposée à partir de 18 000 €, cette moto a été créée pour les États-Unis.
Sa production fut stoppée en 2017 à cause des normes Euro 4 sur les motos.

### Caractéristiques

#### Moteur
Le moteur est un tricylindre de 2 294 cm3, avec des cotes d'alésage et de course de 101,6 et 94,3 mm. À titre de comparaison, le diamètre des pistons est le même que sur une Dodge Viper. Il délivre une puissance de 142 ch à 5 750 tr/min. La puissance n'est pas exceptionnelle, bien des supersports quatre cylindres ont des valeurs supérieures. Le plus impressionnant sont les 20 kg m de couple à seulement 2 500 tr/min. L'usine annonce que 90 % du couple, soit 18 kg m, est disponible dès 1 800 tr/min, et que l'accélération a été mesurée à 1,2 g.
La transmission se fait via un cardan à un pneu arrière de 240 mm de large.

#### Freinage
Les deux disques avant de 320 mm et le disque arrière de 316 mm pincés par des étriers de Daytona 955i doivent arrêter les 362 kg de l'engin. Les étriers à quatre pistons à l'avant et deux pistons à l'arrière sont signés respectivement Nissin et Brembo.

#### Esthétique
L'esthétique a été dirigée par John Mockett, aidé par David Stride, Gareth Davies et Rod Scivyer[réf. nécessaire]. Les deux optiques proviennent de la Speed Triple. Le bloc moteur est massif, protégé par un radiateur. Sur le côté droit, les deux tubulures d'échappement chromées sont ensuite réduites à une seule. À l'arrière, le garde-boue enveloppe la roue et se termine par un feu ressemblant à une goutte d'eau.

### Versions

#### Rocket III Classic
En 2006, une version dite « Rocket III Classic » propose un peu plus de confort et d'agrément. De série, on trouve un grand guidon, une selle large et confortable en gel aussi bien pour le conducteur que pour le passager, des commandes avancées façon Harley-Davidson et une peinture bi-ton, pour environ 400 € de plus que le modèle standard.
Cette même année, le moteur de toute la gamme est noir.

#### Rocket III Touring

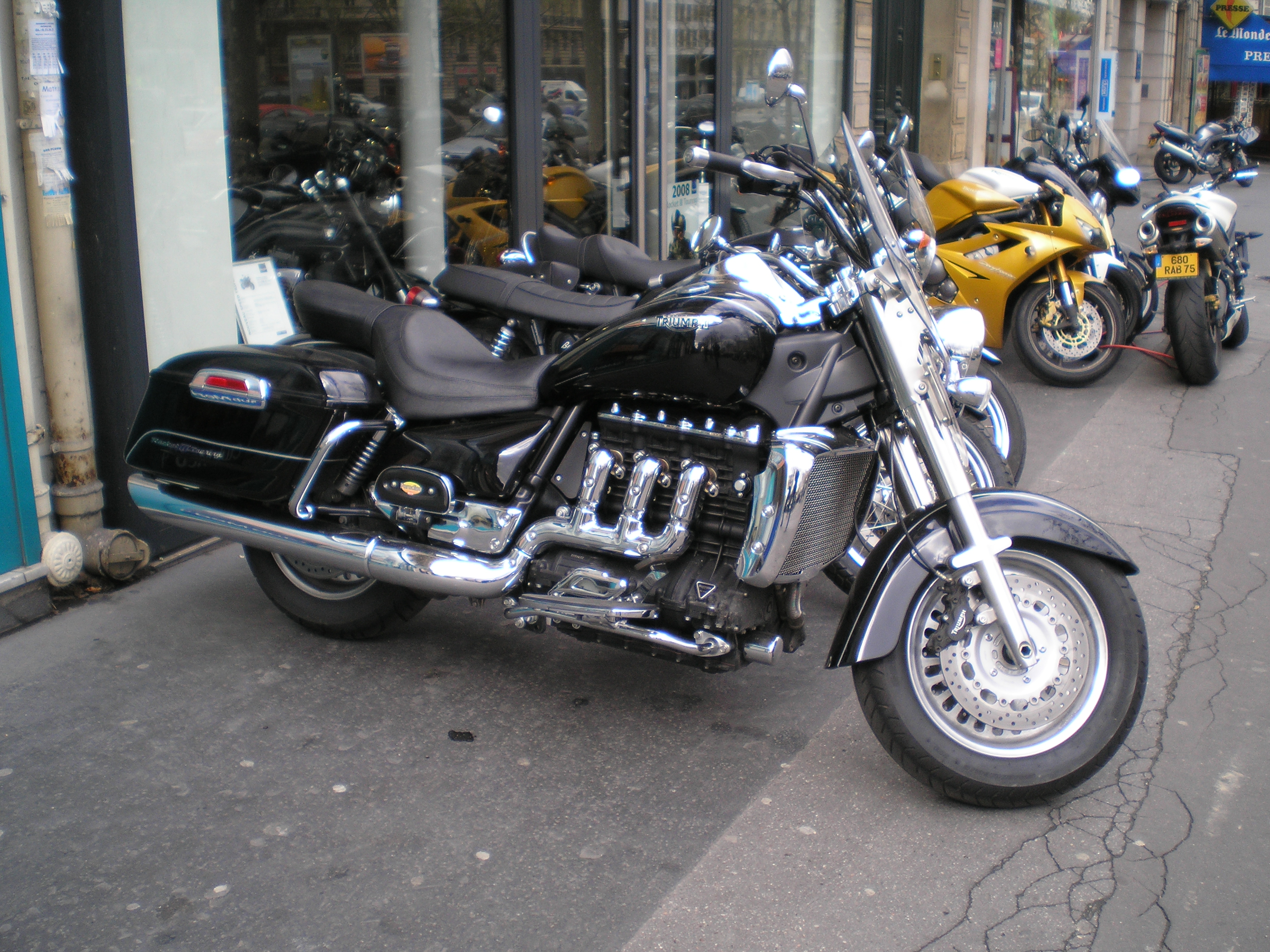
Rocket III Touring.

Fin 2007, Triumph présente la Rocket III Touring, concurrente directe de la Harley-Davidson Electra Glide.
Le moteur est modifié. Il offre désormais, pour la version française, 102 ch à 5 250 tr/min et 21,25 kg m dès 2 250 tr/min, tandis que les autres pays disposent de 106 ch à 5 400 tr/min pour 21 kg m à 2 025 tr/min.
Elle est équipée d'un unique phare rond chromé, d'un pare-brise, de sacoches rigides de 39 l. Le nouveau réservoir de 22 l supporte le nouveau bloc d'instrument.
Les jantes sont remplacées par des modèles en alliage d'aluminium coulé à 25 bâtons.
Elle pèse 362 kg à sec et est vendue 19 290 €.

#### Rocket III Roadster

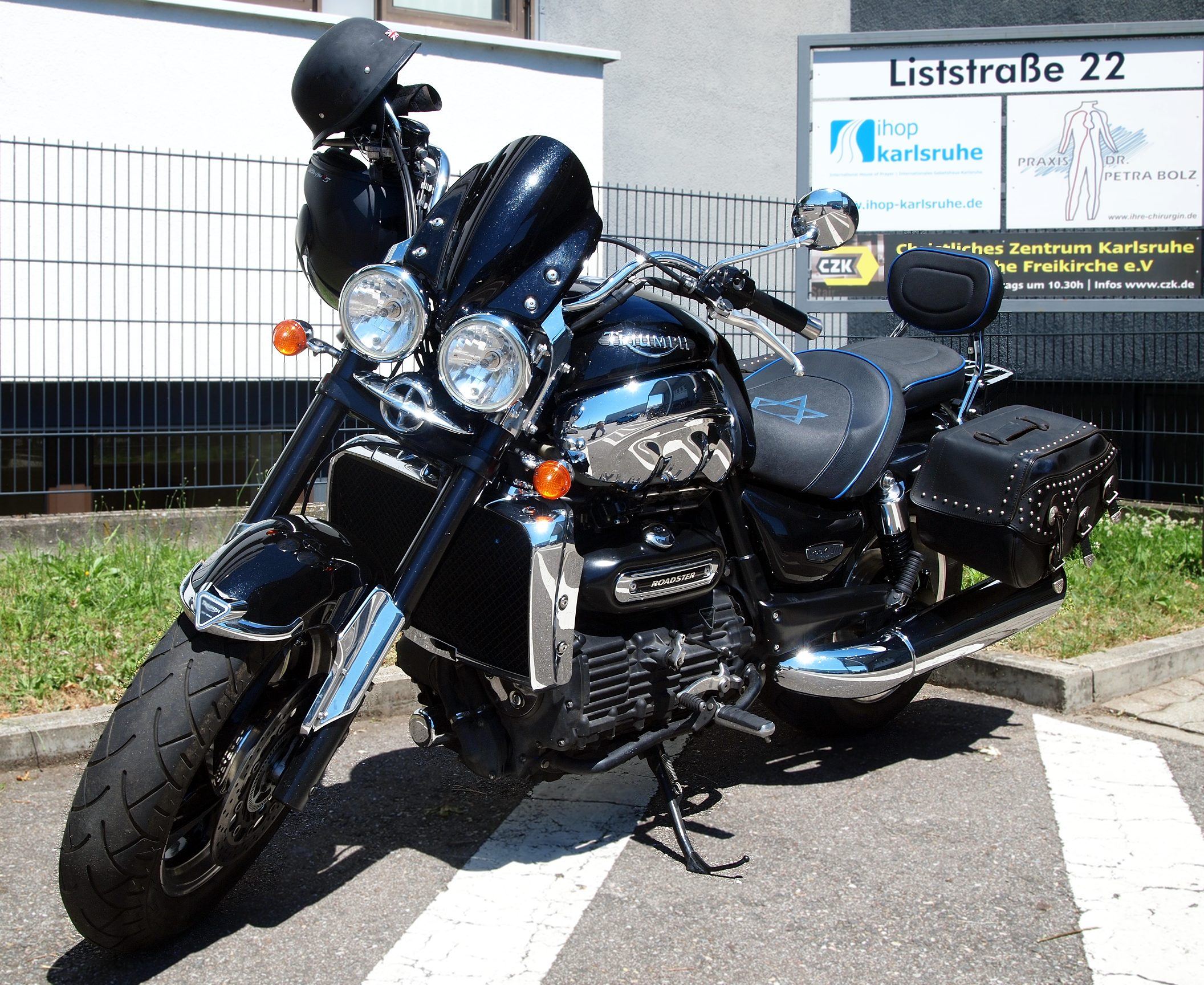
Roadster.

Fin 2009, Triumph remplace les versions standard et Classic par la Rocket III Roadster.

### Coloris
Les différents coloris au catalogue sont :
- Rocket III standard : 
  - 2004 : Jet Black et Cardinal Red
  - 2005 : Jet Black, Cardinal Red et Graphite
  - 2006 : Jet Black, Cardinal Red, Graphite, Scortched Yellow, Monochromatic Mulberry Red et Monochromatic Caeruleus Blue
  - 2007 : Mulberry Red et Phantom Black,
  - 2008 et 2009[3] : Claret et Phantom Black
- Rocket III Classic :
  - 2006 : Cherry Red/New England White et Jet Black/Sunset Red
  - 2007 : Phantom Black/Tornado Red, Phantom Black/Sunset Red et Pacific Blue/New England White
  - 2008 et 2009[4] : Cherry Red/New England White et Pacific Blue/Aluminium
- Rocket III Touring :
  - 2008[5] : Eclipse Blue/Azure Blue, Jet Black, Jet Black/New England White et Jet Black/Sunset Red
  - 2009[6] : Eclipse Blue/Azure Blue, Jet Black, et Jet Black/Sunset Red
  - 2010[7] : Eclipse Blue/Azure Blue, Jet Black, et Jet Black/New England White
- Rocket III Roadster :
  - 2010[8] : Matt Black et Phantom Black
  - 2011[9] : Phantom Black, Matt Black, Phantom Red Haze et Phantom Blue Haze

## Deuxième génération

### Présentation générale

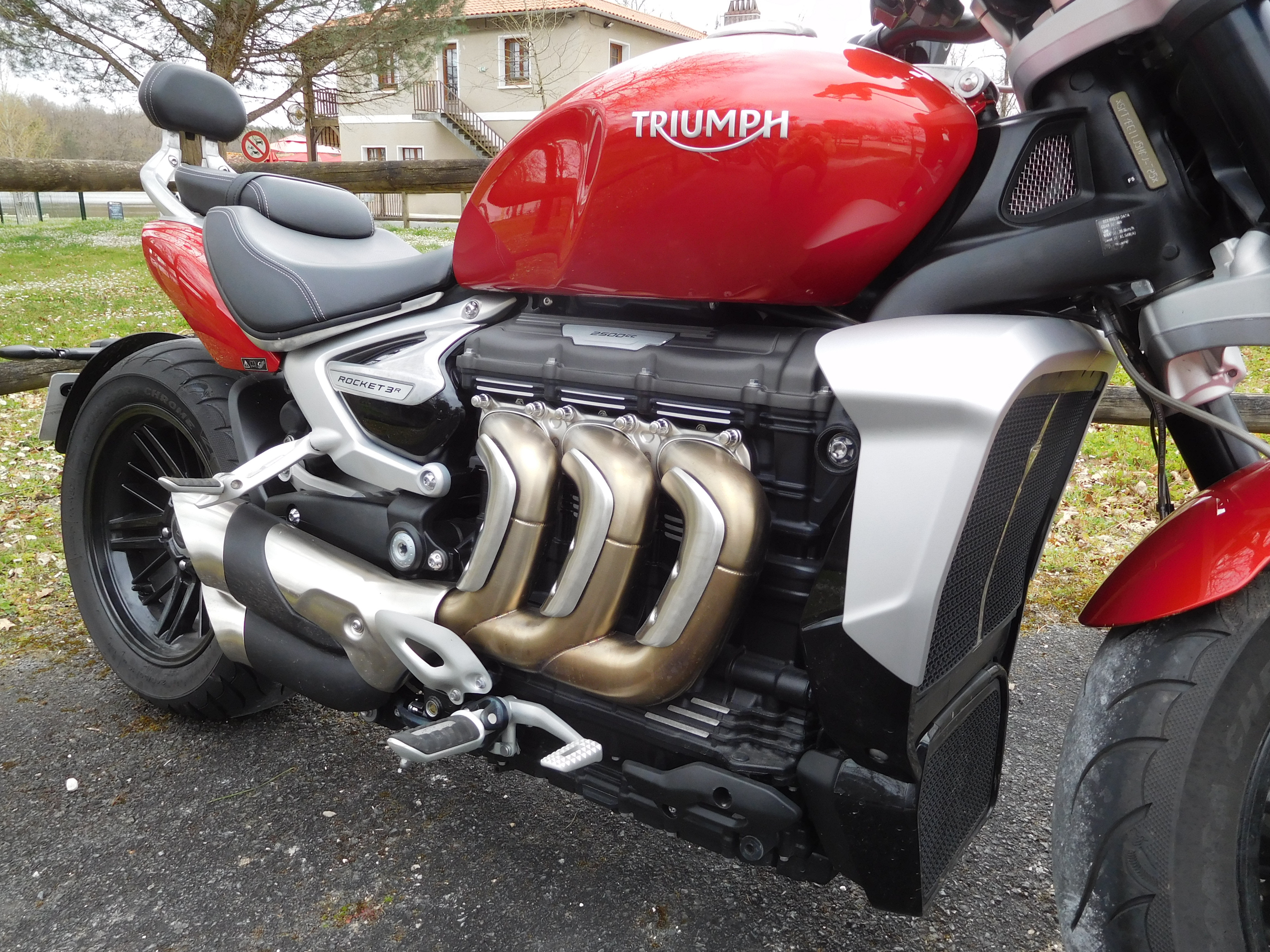
Moteur d'une Rocket 3 R.

À la suite de l'application de la norme Euro 4 pour les motos et scooters le 1er janvier 2017, la première génération de Rocket est retirée du marché.
Triumph conçoit alors sa remplaçante, plus tournée vers la sportivité et adaptée pour les normes d'émission. Elle est annoncée par sa version extrême TFC (Triumph Factory Custom), en janvier 2019. Avec son nouveau tricylindre de 2 458 cm3, elle s'impose toujours comme la moto de série ayant la plus grosse cylindrée.
Elle possède désormais quatre modes de conduite (Rain, Road, Sport, Rider).
Allégée de 40 kg grâce à un nouveau cadre en aluminium, un carter moteur modifié et d’innovants arbres d’équilibrage de vilebrequin, la nouvelle Rocket pèse 291 kg dans ses versions R et TFC, et 294 kg dans sa version GT.
Du côté stylistique, la Rocket 3 possède un double phare à Led doté d'une signature lumineuse et du logo Triumph au centre. Les repose-pieds passagers sont pratiquement invisibles une fois relevés. Une cinquantaine d'accessoires est disponible, dont le kit Highway, comportant des sacoches, un kit de montage rétractable et l’assistant au changement de rapport, disponible sur les deux versions communes.
Pour ses équipements, la Rocket 3 possède un régulateur de vitesse de série, une prise USB sous la selle et des poignées chauffantes sur le modèle GT (en option sur le modèle R). La version GT possède en plus de la R un dossier passager. La gamme Rocket 3 est équipée du système de connectivité Bluetooth de Triumph et d'un système antivol traceur.

### Triumph Factory Custom
En janvier 2019, la Rocket 3 TFC est annoncée, avec 182 ch et 225 N m de couple à la roue arrière par un monobras. Trente-cinq kilogrammes plus légère que la première génération, la Rocket 3 TFC est produite à 750 exemplaires pour un prix de 29 500 €.